# Felix Römer
Felix Römer (né en 1978) est un historien allemand qui a surtout rédigé sur la Seconde Guerre mondiale. Il a mené des recherches pionnières sur l'application du Kommissarbefehl par la Wehrmacht grâce aux écoutes clandestines de prisonniers détenus à Fort Hunt.

## Biographie
Felix Römer est né en 1978.

## Œuvres
Monographies
- (de) Der Kommissarbefehl. Wehrmacht und NS-Verbrechen an der Ostfront 1941/42, Paderborn : Schöningh, 2008.  (ISBN 978-3-506-76595-6) (dissertation à l'université de Kiel en 2007).
- (de) avec Johannes Hürter, Kameraden. Die Wehrmacht von innen
  - Munich : Piper, 2012.  (ISBN 978-3-492-05540-6)
  - Taschenbuch : Piper, 2014.  (ISBN 978-3492304177).
- (de) avec Jörg Döring et Rolf Seubert, Alfred Andersch desertiert. Fahnenflucht und Literatur (1944–1952), Berlin : Verbrecher Verlag, 2015 ((de) présentation).
- (de) Die narzisstische Volksgemeinschaft. Theodor Habichts Kampf 1914 bis 1944, Francfort-sur-le-Main : S. Fischer Verlag, 2017.  (ISBN 978-3-10-397284-9).

Articles ou chapitres
- (de) « Das Heeresgruppenkommando Mitte und der Vernichtungskrieg im Sommer 1941. Eine Erwiderung auf Gerhard Ringshausen » dans Vierteljahrshefte für Zeitgeschichte, 53 (2005), p. 451–460.
- (de) « „Im alten Deutschland wäre solcher Befehl nicht möglich gewesen“. Rezeption, Adaption und Umsetzung des Kriegsgerichtsbarkeitserlasses im Ostheer 1941/42 » dans Vierteljahrshefte für Zeitgeschichte, 56 (2008), p. 53–99.
- (de) « Alfred Andersch abgehört. Kriegsgefangene "Anti-Nazis" im amerikanischen Vernehmungslager Fort Hunt » dans Vierteljahrshefte für Zeitgeschichte, 58 (2010), p. 563–598.
- (de) « Die Wehrmacht und der Kommissarbefehl. Neue Forschungsergebnisse » dans Militärgeschichtliche Zeitschrift, 69 (2010), p. 243–274.
- (en) « The Wehrmacht in the War of Ideologies: The Army and Hitler’s Criminal Orders on the Eastern Front » dans Alex J. Kay, Jeff Rutherford, David Stahel (dir.), Nazi Policy on the Eastern Front, 1941: Total War, Genocide, and Radicalization, University of Rochester Press, 2012, p. 73–100.  (ISBN 978-1580464888)